# Mount Forde
Mount Forde är ett berg i Antarktis. Det ligger i Östantarktis. Nya Zeeland gör anspråk på området. Toppen på Mount Forde är 1 230 meter över havet, eller 41 meter över den omgivande terrängen. Bredden vid basen är 0,78 km.
Terrängen runt Mount Forde är huvudsakligen lite bergig. Trakten är obefolkad. Det finns inga samhällen i närheten.